# Видобування і використання розсолу
Видобування і використання розсолу
Важко переоцінити корисні властивості солі (хлориду натрію) для здоров'я людини. Її використання почалось за часів мезоліту і було пов'язане з переходом до осілого способу життя (з VII тис. до н. е.), що суттєво змінило сольовий баланс організму рільників і призвело до необхідності додавання природної солі в традиційну їжу. Крім того, засолені харчі (м'ясо, риба, овочі) завдяки пригнічуванню хлористим натрієм гнилісних бактерій змогли довго зберігатись, що дозволяло розподіляти продукти на певний час. Консервувальні властивості солі були особливо важливі в умовах військових походів та мореплавання.
Найбільш імовірно, що перше знайомство людини з сіллю відбулося на узбережжі теплих морів, де на мілководді морська вода інтенсивно випаровувалась під дією високих атмосферних температур і вітру, а в осаді накопичувалась сіль. Спосіб природного солеутворення на мілководних «соляних полях» широко використовували протягом тисячоліть, аж до нашого часу. Для прискорення процесу готували спеціальні прибережні басейни (відстійники) з можливістю відведення поверхневих вод і випарювання води з тонкого шару розсолу під дією сонячного тепла.
Іноді, шукаючи підземні води люди натрапляли на соляні джерела (розсоли), з яких навчилися вилучати сіль. Природа солоності подібних джерел і, навіть озер пояснюється контактами артезіанських вод з покладами кам'яної солі або наявністю підземного поховання вод давніх морських басейнів (словами Плутарха: «нібито тут скупчились рештки давнього моря»). Визнаними майстрами розвідок соляних джерел і промислового солеваріння були кельти, яких римляни називали галлами, підкреслюючи цим їхню масову належність до соляного промислу (сіль мовою кельтів — «hall»). Значна кількість географічних топонімів на карті Європи, де розміщувалися колишні кельтські розробки солі та промисли солеваріння, також зберегли цей корінь (зокрема, Галичина).
Археологічні розкопки поселень кельтів, що розташовувались поблизу соляних джерел, свідчать що вони будували цегляні солеварні оснащені риштуванням, на якому розміщували кам'яні плити. Під плитами підтримували вогонь, а їх поверхню поливали розсолом. Після кристалізації достатньої кількості солі її зішкрібали й повторювали процес випарювання. Непридатні для подальшого використання плити (які часто розтріскувались від термічних впливів) складали поблизу солеварень. Про великі масштаби солеваріння кельтів свідчать «гори плит», які збереглися в різних місцевостях (наприклад, в Лотарингії в долині річки Сей вони сягають об'ємів у сотні тисяч кубічних метрів). Коли вартість використання металевих котлів для випарювання солі наблизилась до виробничих витрат з використанням кам'яних плит, то саме котли стали головним помічником солеварів, причому їхня форма поступово переходила до більш мілкої, а з часом трансформувалась у сковороди (що забезпечувало мінімальні витрати палива). Легко уявити, якими темпами знищувались навколишні ліси для забезпечення солеварень деревиною, оскільки вже в пізньому середньовіччі цей промисел призвів до зміни природного ландшафту усієї Центральної Європи .
Одним із найбагатших центрів солеваріння в Європі був район баварсько-австрійського прикордоння. Перша письмова згадка про випарювання солі в котлах належить до 700 р. і свідчить, що баварський герцог Теодор II подарував єпископу Руперту селище Хое-Зальцбург і передав право користуватися двадцятьма котлами для випарювання солі в Райхенгаллі. Тривалий час солеваріння провадили ченці кількох приальпійських монастирів, до яких приєднувались робітничі артілі солеварів. Центром промислу стало місто Райхенгалль («багата сіль»), опоясане кам'яною фортечною стіною, у межах якої розташовувались соляні джерела. Місто кілька разів було зруйновано (феодальна боротьба за соляні багатства часто загострювалась), але швидко відновлювалось знов. Соляний видобуток також вели у ближньому Галлайні та Зальцбурзі, який став важливим містом торгівлі сіллю та металами. Ще одним містом, яке стояло на соляному шляху й розбагатіло на збиранні соляного мита, став Мюнхен, куди щорічно привозили до 500 возів із сіллю. Соляні джерела німецько-австрійського прикордоння експлуатувались сотні років і являли собою рідкісний зразок майже невичерпних соляних розчинів.
Проте подібні випадки багатих джерел траплялися зрідка. Зазвичай, коли соляне джерело вичерпувалось, солевари поглиблювали западину, споруджували в її околицях колодязі, які іноді розкривали підземний горизонт солоних вод. Технологія колодязного видобутку розсолу збереглася на багатьох художніх витворах різного часу і різних країн. Найдавніша — на цеглинах гробниць правителів «Піднебесної» (провінція Сичуань), де показано як четверо робітників за допомогою відер, мотузки й блоку, закріпленого на верхній поперечині вежі (копра), піднімають розсіл із колодязя. Довжина зображеної мотузки дозволяє припустити значну глибину колодязя. Інші робітники доставляють розсіл до варниці для випарювання води. Просторова конструкція вежі має значну висоту, включає два робочі полки, накрита зверху двоскатним дахом, який запобігає потраплянню осадів у внутрішній простір і колодязь. Подібна технологія видобутку широко використовувалась як в давньому світі, так і в середньовіччі в усіх соледобувних реґіонах.
Необхідність добування підземних розсолів привела до винаходу принципово нового типу гірничих виробок — свердловин, які споруджували за допомогою буріння . Доцільність використання вузьких, глибоких «отворів» у масиві гірських порід ґрунтувалась на властивості розсолів підніматися по свердловинах під дією гідростатичного тиску та виливатися на поверхню. Освоєння свердловинної технології розпочалося в Китаї та Японії ще в середині I тис. до н. е. і вже тоді свердловини сягали глибини сотень метрів. Китайський мислитель Конфуцій описав видобувні райони в області Чун-Кинг (поблизу кордону з Тибетом), у яких були численні свердловини глибиною від 40 до 500 м. Один із центрів видобутку солі в Південно-Західній провінції Китаю мав назву Цу-Ліу-Чинг, що в перекладі означало «свердловини, що фонтанують самі по собі». На відміну від повсюдного колодязного способу свердловинна технологія довгий час використовувалась лише на Сході, в Європі вона з'являється лише в XII ст., причому широкого розповсюдження зазнає значно пізніше.